# Französische Rugby-Union-Meisterschaft 1943/44
Die Saison 1943/44 war die 45. Austragung der französischen Rugby-Union-Meisterschaft (französisch Championnat de France de rugby à XV). Sie umfasste 96 Mannschaften in der ersten Division (heutige Top 14).
Die Meisterschaft bestand aus drei Phasen. In der ersten Gruppenphase trafen in zwölf Gruppen je acht Mannschaften aufeinander (insgesamt 96). Jeweils die Erst- und Zweitplatzierten qualifizierten sich für die zweite Gruppenphase. In dieser gab es vier Sechsergruppen, wobei sich jeweils der Erstplatzierte für das Halbfinale qualifizierte. Im Endspiel, das am 26. März 1944 im Parc des Princes in Paris stattfand, trafen die zwei Halbfinalsieger aufeinander und spielten um den Bouclier de Brennus. Dabei setzte sich die USA Perpignan gegen Aviron Bayonnais durch und errang zum fünften Mal den Meistertitel.

## Erste Gruppenphase
Die Gruppen waren wie folgt eingeteilt:
- Gruppe A: Aviron Bayonnais, Bordeaux EC, Stade Hendayais, US Orthez, Section Paloise, Peyrehorade SR, AS Soustons, AS Tarbes
- Gruppe B: Biarritz Olympique, Boucau Stade, UA Gujan-Mestras, UA Libourne, FC Lourdes, Stade Montois, Saint-Jean-de-Luz OR, US Tyrosse
- Gruppe C: Société Nautique Bayonne, Stade Bordelais, US Dax, CA Lormont, SA Mauléon, FC Oloron, COPO Périgueux, Stadoceste Tarbais
- Gruppe D: SU Agen, SC Angoulême, US Bergerac, CA Bègles, SA Bordeaux, Stade Montluçonnais, US Montauban, CA Villeneuve-sur-Lot
- Gruppe E: US Cognac, US Métro, Red Star Olympique, Stade Français, Stade Nantais, Stade Niortais, Stade Rochelais, FC Yonnais
- Gruppe F: USA Limoges, CASG Paris, SCUF Paris, CA Périgueux, Stade Poitevin, Racing Club de France, US Tours, SA Vierzon
- Gruppe G: SC Albi, Stade Aurillacois, AS Bort-les-Orgues, CA Brive, SC Decazeville, US Fumel Libos, Stade Toulousain, SC Tulle
- Gruppe H: FC Auch, US Carcassonne, US Foix, Catalan Perpignan, Stade Pézenas, Saint-Girons SC, US Thuir, Toulouse Olympique
- Gruppe I: SO Avignon, Castres Olympique, FC Lézignan, Olympique Marseille, SO Millau, RC Narbonne, USA Perpignan, TOEC
- Gruppe J: AS Béziers, SU Cavaillon, FC Grenoble, Montpellier RC, RRC Nice, US Romans, RC Toulon, Valence Sportif
- Gruppe K: US Bressane, FC Lyon, AS Montferrand, FC Moulins, ASPTT Paris, Paris Université Club, AS Roanne, RC Vichy
- Gruppe L: RC Chalon, RC Franc-Comtois, Stade Dijonnais, CO Le Creusot, Lyon OU, AS Mâcon, Saint-Denis US, CS Vienne

## Zweite Gruppenphase
|    | Team                     | Siege | Unent. | Ndlg. | Spiel- punkte | Diff. | Tabellen- punkte |
| -- | ------------------------ | ----- | ------ | ----- | ------------- | ----- | ---------------- |
| 1. | USA Perpignan            | 4     | 0      | 1     | 47:28         | + 19  | 13               |
| 2. | US Fumel Libos           | 3     | 1      | 1     | 37:12         | + 25  | 12               |
| 3. | Société Nautique Bayonne | 3     | 1      | 1     | 14:12         | + 2   | 12               |
| 4. | FC Lourdes               | 2     | 1      | 2     | 24:24         | ± 0   | 10               |
| 5. | Section Paloise          | 1     | 1      | 3     | 31:22         | + 9   | 8                |
| 6. | RC Toulon                | 0     | 0      | 5     | 10:65         | − 55  | 5                |

|    | Team                  | Siege | Unent. | Ndlg. | Spiel- punkte | Diff. | Tabellen- punkte |
| -- | --------------------- | ----- | ------ | ----- | ------------- | ----- | ---------------- |
| 1. | Aviron Bayonnais      | 4     | 1      | 0     | 118:30        | + 88  | 14               |
| 2. | CA Bègles             | 4     | 1      | 0     | 84:25         | + 59  | 14               |
| 3. | US Cognac             | 3     | 0      | 2     | 29:74         | − 45  | 11               |
| 4. | SU Cavaillon          | 1     | 0      | 4     | 51:75         | − 24  | 7                |
| 5. | Stadoceste Tarbais    | 1     | 0      | 4     | 20:56         | − 36  | 7                |
| 6. | Racing Club de France | 1     | 0      | 4     | 24:66         | − 42  | 7                |

|    | Team               | Siege | Unent. | Ndlg. | Spiel- punkte | Diff. | Tabellen- punkte |
| -- | ------------------ | ----- | ------ | ----- | ------------- | ----- | ---------------- |
| 1. | Toulouse Olympique | 4     | 1      | 0     | 60:9          | + 51  | 14               |
| 2. | SU Agen            | 3     | 1      | 1     | 49:29         | + 20  | 12               |
| 3. | Stade Français     | 3     | 1      | 1     | 35:20         | + 15  | 12               |
| 4. | RC Narbonne        | 2     | 0      | 3     | 41:42         | − 1   | 9                |
| 5. | US Bressane        | 1     | 1      | 3     | 30:47         | − 17  | 8                |
| 6. | RC Chalon          | 0     | 0      | 5     | 16:84         | − 68  | 5                |

|    | Team              | Siege | Unent. | Ndlg. | Spiel- punkte | Diff. | Tabellen- punkte |
| -- | ----------------- | ----- | ------ | ----- | ------------- | ----- | ---------------- |
| 1. | AS Montferrand    | 5     | 0      | 0     | 75:31         | + 44  | 15               |
| 2. | Catalan Perpignan | 3     | 1      | 1     | 35:26         | + 9   | 12               |
| 3. | Saint-Denis US    | 3     | 0      | 2     | 23:31         | − 8   | 11               |
| 4. | Boucau Stade      | 2     | 1      | 2     | 26:26         | ± 0   | 10               |
| 5. | CA Périgueux      | 1     | 0      | 4     | 47:61         | − 14  | 7                |
| 6. | SC Albi           | 0     | 0      | 5     | 20:51         | − 31  | 5                |

## Finalphase

### Halbfinale
| Datum         | Begegnung                             | Ergebnis |
| ------------- | ------------------------------------- | -------- |
| 5. März 1944  | USA Perpignan – AS Montferrand        | 09:4     |
| 12. März 1944 | Aviron Bayonnais – Toulouse Olympique | 17:3     |

### Finale
| 26. März 1944 | USA Perpignan                                                                                           | 20 : 5  | Aviron Bayonnais                                | Parc des Princes, Paris Zuschauer: 35.000 Schiedsrichter: Louis Murail |
| 26. März 1944 | Versuche: Trilles (1) Conte (1) Teulière (1) Got (1) Desclaux (1) Trescazes Erhöhungen: Puig-Aubert (1) | Bericht | Versuche: Dauger (1) Straftritte: Élissalde (1) | Parc des Princes, Paris Zuschauer: 35.000 Schiedsrichter: Louis Murail |

Aufstellungen
USA Perpignan: Jean Barande, Lucien Barris, Marcel Blanc, Louis Carrère, Albert Conte, Joseph Crespo, Joseph Desclaux, Fernand Got, Hubert Marty, Jacques Palat, Robert Puig-Aubert, Jean Teulière, Frédéric Trescazes, Michel Trilles, Ambroise Ulma
Aviron Bayonnais: André Alvarez, Louis Bizauta, Félix Boudon, Sébastien Carvalho, Jean Casteigt, Maurice Celhay, Jean Dauger, Jean Dubalen, Jean Dumas, E. Élissalde, André Goutenègre, Pierre Labèque, Pierre Larre, Ricardo Perez, Michel Salinas